# Выбор России (фракция)
Вы́бор Росси́и — фракция в Государственной Думе России I созыва, сформированная депутатами Госдумы от блока «Выбор России».
Блок «Выбор России» был создан рядом демократических организаций, поддерживающих политику президента России Б. Ельцина. На выборах в Государственную Думу I созыва он получил 15,51 % голосов. Во время голосований в Госдуме фракция занимала реформаторскую позицию. Голосовали за сокращение влияния государства в экономике, приватизацию, были лояльны президенту и правительству. Партия «Демократический Выбор России» (ДВР), созданная на основе блока, участвовала в выборах в Госдуму II созыва, но получила 3,86 % голосов, не сумев преодолеть заградительный барьер. Члены партии, избранные по одномандатным округам, создали неформальную депутатскую группу ДВР.

## Формирование фракции и её состав
Депутатская фракция «Выбор России» была зарегистрирована 13 января 1994 года и объединила 76 депутатов: 38 избранных по общефедеральному списку и 38 — по одномандатным округам, в том числе 24 официальных кандидата блока, 11 — из рекомендательного списка поддержки и 3 отсутствовавших в списке поддержки (В. Н. Ковалёв, А. Сарычев, А. Сергеенков). Из остальных 14 кандидатов, включённых в список поддержки блока, 8 вошли в группу «Новая региональная политика», шестеро в групп «Союз 12 декабря» (в том числе один — в обе группы), М. Сеславинский не вошёл никуда. Ещё 2 депутата из федерального списка на тот момент не смогли зарегистрироваться в составе фракции, так как получили депутатские мандаты только 4 января 1994 года.
На выборах председателя фракции 12 января 1994 года были выдвинуты Е. Гайдар и Г. Бурбулис. Но кандидатура последнего практически не получила поддержки. Заместителями Гайдара стали Б. Золотухин и А. Чубайс. Координатором назначен А. Мурашев, ответственным секретарём С. Юшенков. На пост Председателя Государственной Думы 13 января 1994 фракция выдвинула С. Ковалёва, который получил 138 голосов (пятый результат из шести). В утверждённом 17 января 1994 года Коалиционном списке представители фракции «Выбор России» получили должности первого заместителя председателя Думы (М. Митюков), председателей комитетов по охране здоровья (Б. Денисенко), по обороне (С. Юшенков), по организации работы Государственной Думы (В. Бауэр), по информационной политике и связи (М. Полторанин), ещё 12 депутатов стали заместителями председателей Комитетов, а С. Ковалёв был избран Уполномоченным по правам человека. 24 марта 1994 года ответственным секретарём фракции вместо С. Юшенкова, возглавившего парламентский комитет по обороне, стал В. Татарчук, его заместителем стал Владимир Мананников. Заместителем председателя вместо А. Чубайса избран А. Александров.

## Заявления и общая позиция фракции
Фракция «Выбор России» придерживалась либеральных позиций, отстаивая необходимость последовательных рыночных реформ в стране.
На протяжении деятельности Государственной Думы I созыва фракция активно реагировали на различные события в стране. Так, в феврале 1994 года фракция выступала против политической амнистии, распространяющуюся на участников Октябрьского восстания 1993 года. Фракция назвала её первым шагом к гражданской войне и подчеркнув что «под прикрытием лицемерных призывов к миру и согласию, гражданскому примирению освобождены от уголовной ответственности люди, причастные к организации и совершению убийств, массовых беспорядков, поджогов и погромов, те, кто на протяжении последних лет всячески препятствовал достижению мира и согласия в обществе, стремился к насильственному захвату власти». За пакет постановлений об амнистии проголосовал только один депутат фракции — И. Стариков.
Выступала фракция и с осуждением громких криминальных преступлений. Так, в октябре 1994 года она (совместно с другими депутатскими группами) выступила с заявлением, требуя тщательного расследования смерти журналиста Дмитрия Холодова, квалифицировав его убийство как «политическое».
Особое место в истории фракции занимала её позиция по попытке силового решения чеченского конфликта в 1994—1995 годах. Фракция выступила с однозначным осуждением решения президента и правительства о начале военной операции, обратившись с призывом остановить взаимное насилие. Таким образом, после начала чеченской войны в декабре 1994 года фракция перешла к мягкой критике Б. Ельцина (до этого выступала в первую очередь как пропрезидентская сила, рассматривая Б. Ельцина как гаранта курса на либеральные реформы).
В мае 1995 года фракция выступила с заявлением в связи с ситуацией на территории бывшей Югославии, призвав МИД РФ «сделать все возможное для принятия международным сообществом согласованных мер, направленных на снятие экономических санкций по отношению ко всем участникам конфликта на Балканах», а также воздержаться от поставок оружия любой из сторон.

## «Курс Гайдара» и законотворческая деятельность фракции
Депутаты фракции представили на рассмотрение парламента 114 законопроектов. Активная законотворческая деятельность фракции, направленная на поддержку экономической политики, получила название «Курс Гайдара». В рамках этого курса на рассмотрение Думы было внесено 25 законопроектов. Среди них законы «О земле», «Об акционерных обществах», «О ценных бумагах», «О защите прав налогоплатильщиков». С подачи фракции «Выбор России» были приняты законы «О прожиточном минимуме», «О социальном обслуживании граждан пожилого возраста и инвалидов», «О социальной защите инвалидов» и др.
В то же время на съезде кандидатов в депутаты в Государственную Думы II созыва от блока «Демократический выбор России — Объединённые демократы» (куда вошла значительная часть фракции «Выбор России») отмечали, что фракция «„Выбор России“ существовала в условиях, когда „расстановка политических сил в Думе не позволила фракции добиться принятия всех предложенных ею законопроектов… те же законопроекты, которые в конце концов стали законами, практически каждый раз принимались в условиях ожесточённого сопротивления жириновцев, коммунистов, аграриев“».
На этом же съезде был названы и те законопроекты, принятие которых, удалось предотвратить фракции. Это, в том числе, не принятые благодаря деятельности фракции законопроект «О внесении изменений и дополнений в Жилищный кодекс» («отменял право жильцов коммунальной квартиры на заселение оставшейся после выезда соседей жилплощади, что навечно обрекало нас на кошмар коммуналок»), изменения и дополнения к закону «О приватизации жилищного фонда Российской Федерации» (согласно ему «жители села, проживающие на ведомственной жилплощади, лишались права на её приватизацию»), законопроект «О нефти и газе» («законодательно закреплялся особый статус „Газпрома“ как нерушимого монополиста на все времена»), законопроект «О внесении дополнений и изменений в закон „О закрытом административно-территориальном образовании“» («закреплял существование так называемых „закрытых административно-территориальных образований“, то есть территорий, выведенных из-под действия почти всех реформаторских законодательных актов, указов Президента и решений правительства»).

## Отдельные голосования членов фракции
Фракция (за исключением отдельных членов) выступила против утверждения предложенного Правительством бюджета на 1994 год. При рассмотрении бюджета в первом чтении 11 мая 1994 года за бюджет проголосовали только четыре члена фракции (В. Данилов-Данильян, А. Емельянов, И. Стариков, Г. Томчин), во втором чтении 8 июня — уже 9 (Е. Айпин, Г. Алексеев, В. Барышев, В. Головлёв, А. Кушнарь, С. Попов, А. Починок, Е. Сидоров, И. Стариков). Во время третьего чтения фракция решила поддержать бюджет и 45 депутатов из её состава во главе с Е. Гайдаром проголосовали за. Против принятия бюджета в третьем чтении проголосовали В. Леднев, Ю. Рыбаков и Г. Якунин, ещё 17 членов фракции в голосовании не участвовали. Вопреки утверждениям многих средств массовой информации, фракция не поддержала поправку В. Пискунова об увеличении военного бюджета (36 голосов против, 3 воздержались, ни одного за).
Перед голосованием о доверии Правительству 27 октября 1994 года лидеры «Выбора России» заявили, что Правительство, конечно, никаким доверием с их стороны не пользуется, но голосовать за недоверие они не будут, так как любое другое правительство будет ещё хуже. 23 депутата голосовали против недоверия, 10, включая Е. Гайдара, воздержались, остальные не голосовали. После голосования Э. Памфилова подала письменное заявление с просьбой засчитать её голос за недоверие Правительству.
23 ноября 1994 года за то, чтобы рассмотреть вопрос об отставке Председателя Центрального банка РФ В. Геращенко прежде чем назначать на его должность Т. Парамонову, проголосовали 13 из 71 депутата фракции: Г. Алексеев, П. Бунич, В. Грицань, Б. Денисенко, В. Леднев, В. Михайлов, Э. Пащенко, М. Полторанин, С. Попов, Ю. Рыбаков, В. Савицкий, В. Тетельмин, В. Южаков.
Фракция поддержала бюджет 1995 года. 23 декабря 1994 года фракция проголосовала за первый вариант постановления, не предусматривавший введения двухпроцентного спецналога. 25 января 1995 года фракция поддержала поправку аграриев о сохранении 1,5 % спецналога. 15 марта 1995 года в четвёртом чтении против бюджета проголосовала Б. Денисенко.
25 января 1995 года за предложение депутата А. Гордеева (КПРФ) внести в повестку дня вопрос о соответствии занимаемым должностям Верховного Главнокомандующего Б. Ельцина и министра обороны П. Грачёва проголосовали 10 из 68 членов фракции (В. Грицань, А. Осовцов, Э. Пащенко, Ю. Рыбаков, В. Савицкий, Б. Титенко, М. Фейгин, И. Чухин, А. Шабад); против — 7 (П. Бунич, А. Гербер, А. Емельянов, К. Игнатьев, А. Нуйкин, М. Полторанин, А. Ющенко); воздержались двое (Д. Волкогонов, Л. Мишустина); остальные в голосовании не участвовали.
7 февраля 1995 года раскритикованный на заседании фракции председатель Комитета по организации работы Государственной Думы В. Бауэр попросился в отставку и 10 февраля фракция предложила избрать на эту должность В. Татарчука. В результате конфликта Бауэр покинул фракцию, но остался во главе Комитета.
Весной 1995 года Е. Гайдар, С. Ковалёв и С. Юшенков перешли к жёсткой критике Ельцина, в результате чего фракцию покинули ещё 12 человек, которые вступили в другие депутатские группы.
21 июня 1995 года при обсуждении вопроса о недоверии Правительству Е. Гайдар выступил в его защиту, заявив, что «сегодня голосовать за вотум недоверия Правительству — это голосовать против того, что Правительство, пусть поздно, но начало становиться на путь здравого смысла». За недоверие Правительству проголосовали Б. Денисенко, М. Полторанин и И. Чухин; 41 депутат проголосовал против, В. Мананников воздержался. 1 июля Е. Гайдар подтвердил свою позицию. За недоверие вновь проголосовала Б. Денисенко (Полторанин уже вышел из фракции), воздержались В. Мананников и И. Чухин, 47 депутатов проголосовали против.
12 июля 1995 года 23 из 52 депутатов фракции проголосовали против создания специальной комиссии по выдвижению обвинения против Президента, двое (М. Данилов, Г. Задонский) воздержались, остальные 27 в голосовании не участвовали.
18 октября 1995 года фракция поддержала новый бюджет в первом чтении, а затем проголосовала за передачу его в согласительную комиссию. 15 ноября фракция голосовала за бюджет в первом чтении. 6 декабря фракция поддержала бюджет во втором и третьем чтениях.
К концу полномочий Госдумы РФ I созыва фракция насчитывала 47 депутатов.

## Известные депутаты
- Егор Гайдар
- Анатолий Чубайс